# グリムズ・グレイヴス

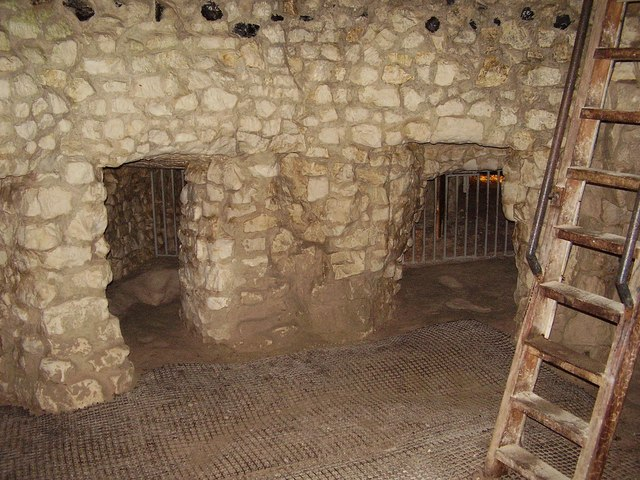
グリムズ・グレイヴス遺跡の内部

グリムズ・グレイヴス（Grimes Graves）はイギリスにある先史時代の遺跡。
概ね紀元前3000年から紀元前1900年頃に遡るとみられる。「グレイヴス（Graves）」とあるが墳墓ではなく、「フリント（燧石）」の原石となる石灰岩の採掘跡である。

## 概要

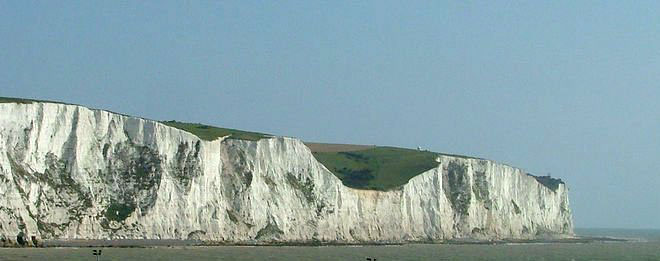
イングランド特有の白亜層を象徴する『ドーバーの白い崖』

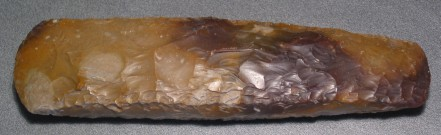
フリントの石斧。長さ約31センチメートル

グレートブリテン島は地質時代には大陸とつながっていたが、北海などの沈降によって大陸と隔てられたと考えられている。一方、現在の島の大部分は古生代に隆起したが、島の東南部は中生代にいちど水没し、水成岩、とりわけイングランド特有の白亜層を作ったあと、再び隆起した。こうした白亜層は、特に東イングランドでよく見られる。
グリムズ・グレイヴスは、こうした石灰岩地層から良質のフリント（燧石）を採掘していた跡で、4000年から5000年前の遺跡と考えられている。フリントとはチャートの一種だが、鉱物のように硬く、道具や武器、特に石斧や農地の耕作に用いられていた。イギリスには同様の採掘遺跡が15から20ほど見つかっており、グリムズ・グレイヴスはこれらの中では、最も調査がされている遺跡であるが、イングランド南部のサセックス地方や南西部のソールズベリー平原の外縁部の同様の遺跡群よりは、数百年から1000年程度新しいものである。フリントの使用は概ね新石器時代のことであるが、金属器よりも安価であったことから、使用は青銅器時代から鉄器時代まで続いたと考えられている。
グリムズ・グレイヴスは、現在のノーフォークとサフォークの境目にあり、セットフォードの町からおよそ6キロ北西のセットフォード森林公園の中にあり、こうした採掘遺跡としてはイギリスで唯一、内部が一般公開されている。

## 構造

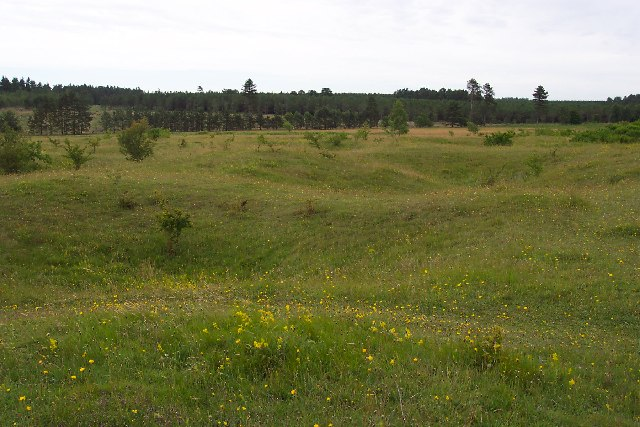
地表の様子

グリムズグレイヴスは19世紀後半の考古学者ウィリアム・グリーンウェルによって調査が行われ、初めて遺跡の用途が明らかになった。
グリムズ・グレイヴスは白亜層の台地の上にあり、数百メートル四方（約37ヘクタールほど）に約500箇所の竪穴（pit shaft）がある。竪穴にはところどころに水平なひな壇が設けられており、45度の角度でハシゴを架けて登り降りすることができる。竪穴は台地の頂部から深さ6メートルから14メートルほど掘られており、地中で水平方向へ放射状に広がり、時には他の竪穴とつながっている。
一つの竪穴からは7トンほどのフリントが掘られたと推定されている。穴の大きさからいって、7名が坑内で作業できる最大人数で、2名が掘削し、5名がフリントを地表へ運び出したとして、7トンのフリントを運び出すには、半年ほどを要する計算になる。実際には、グリムズ・グレイヴスでは1000年から1200年ほど採掘が行われたと考えられており、1つの竪穴は2年ないし3年かけて掘られたと推定される。
当時採掘に用いられたのはアカシカの角を加工したピックや、イギリス南西部のコーンウォールで採れる石（greenstone）の石斧、ほかにも木製のシャベルが用いられただろうと推定されている。また、坑内からは、この辺りでは見られない鳥や犬の骨も見つかっていて、遠隔地との交易の証拠と考えられている。これだけの採掘坑を稼働させるためには、近くで鹿120頭を常時飼育し、その角や皮や肉が必要とされたという試算もあるが、もっと小規模に近場の農耕者が細々と採掘していたのではないかという説もある。

## フリント
フリントの用法は様々であり、石器時代には石斧や刃物として用いられた。石斧は武器として用いられることもあるが、農地を耕すためにも使われた
グリムズ・グレイヴスの場合、特別に良質なフリントだけが採掘されたと考えられている。というのも、地表からすぐの深さにも実用上じゅうぶんな量・質のフリント層があるにもかかわらず、グリムズ・グレイヴスではこれらは無視して深く竪穴が掘られ、より深部の良質のフリントだけを採掘しているからである。採掘跡から推定される年間採掘量は、周辺地域の需要を凌駕しており、ここで採掘されたフリントは遠くまで交易品として運ばれたと考えられている。

## いつの時代の遺跡か？ - 女神像の真贋
最初に本格的な調査を行ったウィリアム・グリーンウェルは、この遺跡を新石器時代のものとしたが、当時の考古学者はグリーンウェルの発表に疑いを唱え、（数千年級の新石器時代ではなく、数十から百万年級の）旧石器時代にまで遡るのではないかとする考古学者が多かった。後年さらに調査が行われ、グリーンウェルの説が裏付けられた。
しかし、旧石器時代説を信じる考古学者のレスリー・アームストロング（Leslie Armstrong）は、調査隊を率いて1937年から1939年にかけて調査を行い、坑内の奥底から石灰岩を加工した「女神像」（Chalk goddess）を発見した。これは当時の採掘者たちはフリントが地下で大地母神によって「育てられて」いると信じていた可能性を示す発見であると同時に、女神像の姿は明らかに旧石器時代の特徴を示しており、アームストロングはグリムズ・グレイヴスが旧石器時代に遡る証拠と考えた。この女神像は有名になったが、1921年に発見されたばかりの旧石器時代の彫刻に酷似しているという指摘があり、贋作の疑いももたれた。様々な出土品は遺跡が新石器時代のものであることを示していた。
後年の再調査で、この女神像はアームストロング調査隊の誰かがアームストロングを欺くために作った偽物であるという疑いが濃厚となった。アームストロング自身は、遺跡が旧石器時代のものであると信じていたが、彼の調査からは青銅器時代の証拠も発見されている。いずれにせよ、地殻変動で地表からは見えなくなってしまっているが、もっとたくさんの遺跡が周囲にあるであろうことはわかっている。

## 地名の由来
地表にいくつも深い穴のあいた風景は特徴的なものであり、ローマ時代の後、4世紀から5世紀に侵入してきたアングロ・サクソン人は、彼らの神グリム（Grim）に擬えて、『妖精の石切り場（The masked one's quarries、またはGrim's Graben）』と呼んだ。